# Pacto Internacional de Derechos Civiles y Políticos
El Pacto Internacional de Derechos Civiles y Políticos (ICCPR, por sus siglas en inglés) es un tratado multilateral general que reconoce Derechos civiles y políticos, establece mecanismos para su protección y garantía. Fue adoptado por la Asamblea General de las Naciones Unidas mediante la Resolución 2200 A (XXI), del 16 de diciembre de 1966. Entró en vigor el 23 de marzo de 1976 y ha sido ratificado por 174 Estados, tan solo uno más que el Pacto Internacional de Derechos Económicos, Sociales y Culturales (PIDESC).
Fue adoptado al mismo tiempo que el Pacto Internacional de Derechos Económicos, Sociales y Culturales. Se hace referencia a ambos con el nombre de Pactos Internacionales de Derechos Humanos o Pactos de Nueva York. A su vez, estos, junto con la Declaración Universal de los Derechos Humanos, comprenden lo que algunos han llamado Carta Internacional de Derechos Humanos.

## Génesis
El Pacto Internacional de Derechos Económicos, Sociales y Culturales y el Pacto Internacional de Derechos Civiles y Políticos tienen sus raíces en el mismo proceso que condujo a la Declaración Universal de los Derechos Humanos (DUDH). Como la DUDH no se esperaba para imponer obligaciones vinculantes, la Comisión de Derechos Humanos de las Naciones Unidas comenzó a redactar un par de pactos vinculantes sobre derechos humanos destinada a imponer obligaciones concretas de sus partes. Debido a los desacuerdos entre los Estados miembros sobre la importancia relativa de las negativos Civiles y Políticos versus positivos Económicos, Sociales y Culturales, dos pactos fueron creados. Estos fueron presentados a la Asamblea General de la ONU en 1954, y aprobó en 1966, entró en vigor el 3 de enero del 1976 el Pacto de Derechos Económicos, Sociales y Culturales y el Pacto de Derechos Civiles y Políticos el 23 de marzo de 1976.

## Estructura
El Pacto Internacional de Derechos Civiles y Políticos comprende un Preámbulo y seis partes:
| Partes    | Artículos         | Descripción |
| --------- | ----------------- | --- |
| Parte I   | Artículo 1        | Derecho a la libre determinación de los pueblos. |
| Parte II  | Artículos 2 a 5   | Garantía de los estados de no exclusión del presente Pacto por condiciones sociales, personales y económicas, de los individuos que integran cada Estado Parte y otros derecho tendiendes a su protección; casos que suspenden las obligaciones contraídas en virtud de este pacto; prohibición del ejercicio abusivo del derecho apelando a este Pacto.... |
| Parte III | Artículos 6 a 27  | Protección por motivos de sexo, religión, raza y otras formas de discriminación. El artículo 6 del Pacto reconoce el «derecho inherente a la vida» del individuo y exige que esté protegido por la ley. Es un «derecho supremo» del que no se puede permitir ninguna suspensión y debe interpretarse ampliamente. Por lo tanto, exige que las partes tomen medidas positivas para reducir la mortalidad infantil y aumentar la esperanza de vida, así como prohibir los asesinatos arbitrarios por parte de las fuerzas de seguridad. Si bien el artículo 6 no prohíbe la pena de muerte, restringe su aplicación a los «delitos más graves» y prohíbe su aplicación a niños y mujeres embarazadas o de forma contraria a la Convención para la Prevención y la Sanción del Delito de Genocidio. El Comité de Derechos Humanos de la ONU interpreta el artículo como «que sugiere firmemente que la abolición es deseable», y considera que cualquier avance hacia la abolición de la pena de muerte constituye un avance de este derecho. El Segundo Protocolo Facultativo compromete a sus signatarios a abolir la pena de muerte dentro de sus fronteras. El artículo 7 prohíbe la tortura, las penas crueles, inhumanas o degradantes y la experimentación médica o científica no consentida. Al igual que el artículo 6, no puede suspenderse bajo ninguna circunstancia. Ahora se interpreta que el artículo impone obligaciones similares a las requeridas por la Convención de las Naciones Unidas contra la Tortura, incluyendo no sólo la prohibición de la tortura, sino también medidas activas para prevenir su uso y la prohibición de la devolución. En respuesta a la experimentación humana nazi durante la Segunda Guerra Mundial, este artículo incluye explícitamente una prohibición de la experimentación médica y científica sin consentimiento. El artículo 8 prohíbe la esclavitud y la servidumbre forzada en todas las situaciones. El artículo también prohíbe el trabajo forzoso, con excepciones en el caso de sanciones penales, servicio militar y obligaciones civiles. |
| Parte IV  | Artículos 28 a 45 | Comité, elección, funcionamiento y derechos de los Estados partes en él. |
| Parte V   | Artículos 46 a 47 | En este articulado manifiesta el alcance jurídico del Pacto con los demás tratados internacionales. |
| Parte VI  | Artículos 48 a 53 | Regula la ratificación, entrada en vigor, y la modificación del Pacto. |

Dos protocolos facultativos:
| Descripción |
| --- |
| Primer Protocolo Facultativo del Pacto Internacional de Derechos Civiles y Políticos: Mecanismo por el cual las personas pueden iniciar las denuncias contra los Estados miembros. |
| Segundo Protocolo Facultativo del Pacto Internacional de Derechos Civiles y Políticos: Abolición de la pena de muerte.                                                             |

## Derechos reconocidos
En virtud del artículo 2, los Estados partes en el Pacto asumen la obligación, respecto de toda persona en su territorio o bajo su jurisdicción, de respetar y garantizar los derechos humanos reconocidos. Esto implica que deben abstenerse de violar estos derechos («respetar»), pero también adoptar medidas positivas para que los derechos sean efectivos («garantizar»). De acuerdo con el artículo 14, deben poner a disposición de toda persona víctima de una violación un recurso imparcial y efectivo para su defensa, como un abogado de oficio, por ejemplo.

## El Comité de Derechos Humanos
El Comité de Derechos Humanos es un órgano convencional formado por 18 expertos independientes elegidos por un período de cuatro años. Su finalidad es controlar el cumplimiento del Pacto por los Estados, a través de los siguientes mecanismos:
- La presentación de informes periódicos es obligatorio para los Estados partes en el Pacto, pero la aceptación de los sistemas de reclamaciones interestatales o quejas individuales es voluntaria.

- La comisión, compuesta por 5 miembros de alta reputación moral que ejercerán sus funciones a título personal, ha de considerar los informes sometidos por los Estados partes y dirigirá observaciones generales a dichos Estados así como al Consejo Económico y Social.

## Implementación y efectos
En noviembre de 2023, el Pacto Internacional de Derechos Civiles y Políticos tenía 173 estados que forman parte de él, y otros 6 que solo lo han firmado.
Según un estudio de 2013, el Pacto Internacional de Derechos Civiles y Políticos ha mejorado significativamente las prácticas de derechos humanos en cuestiones en las que los costos de producción de pruebas y los estándares de prueba son bajos, pero ha tenido un impacto limitado en áreas temáticas donde la producción de pruebas legalmente admisibles es costosa y los estándares de prueba son bajos. Esto significa que el PIDCP ha «mejorado significativamente el respeto de los gobiernos por las libertades de expresión, asociación, reunión y religión», pero ha tenido efectos insignificantes sobre el respeto a los derechos de integridad personal.